# Łagów (Santacroce)
Łagów è un comune rurale polacco del distretto di Kielce, nel voivodato della Santacroce.
Ricopre una superficie di 113,03 km² e nel 2006 contava 6 899 abitanti.

## Geografia fisica
L'area è collinare e ricoperta da piccole colture. Nella parte occidentale del territorio comunale si trovano le propaggini dei Monti Świętokrzyskie.

## Geografia antropica

### Località
All'interno del territorio comunale si trovano 18 località:
- Czyzov
- Duraczov
- Gesice
- Lechowek
- Malacentow
- Melonek
- Nova Zbelutka
- Piotrow-Gulaczow
- Piotrow-Podlazy

- Plucki

- Sadkow

- Sedek
- Stara Zbelutka
- Winna
- Wisniowa
- Wola Lagowska
- Zamkowa Wola
- Zlota Woda

## Società
L'area è abitata da 6 899 persone (2006), per la stragrande maggioranza Polacchi. La religione più diffusa è il Cattolicesimo. 